# Mai FM
Mai FM est le plus grand réseau de radio de Nouvelle-Zélande, qui promeut la langue et la culture maori de Nouvelle-Zélande. Il se situe à Auckland, et est valable dans 10 marchés autour du pays. Le réseau cible des gens de 15 à 34 ans, et atteint une estimation de 209 000 différents auditeurs chaque semaine.